# Tứ Quận
Tứ Quận là một xã thuộc huyện Yên Sơn, tỉnh Tuyên Quang, Việt Nam.

## Địa lý
Xã Tứ Quận nằm ở trung tâm huyện Yên Sơn, có vị trí địa lý:
- Phía đông giáp thị trấn Yên Sơn và xã Phúc Ninh
- Phía tây và phía bắc giáp huyện Hàm Yên
- Phía nam giáp xã Lang Quán và thị trấn Yên Sơn.

Xã có diện tích 33,98 km², dân số năm 2020 là 6.999 người, mật độ dân số đạt 206 người/km².

## Lịch sử
Ngày 27 tháng 4 năm 2021, Ủy ban Thường vụ Quốc hội ban hành Nghị quyết số 1262/NQ-UBTVQH14 (nghị quyết có hiệu lực từ ngày 1 tháng 7 năm 2021). Theo đó, điều chỉnh 2,29 km² diện tích tự nhiên và 1.788 người của xã Tứ Quận (gồm toàn bộ thôn Cầu Trôi, thôn 11 và thôn Đồng Chằm) về xã Thắng Quân quản lý.
Sau khi điều chỉnh địa giới hành chính, xã Tứ Quận còn lại 33,98 km² diện tích tự nhiên và 6.999 người.